# Кандауров, Леонтий Дмитриевич
Леонтий Дмитриевич Кандауров (1880, Варшава — 1936, Нёйи около Парижа) — русский дипломат во Франции, с 1912 или 1913 — вице-консул в Париже, известный масон.

## Биография
Из дворян Саратовской губернии. Окончил юридический факультет Петербургского университета. Затем некоторое время слушал лекции в Берлинском университете. В юности поступил на службу в Министерство иностранных дел, занимался разрешением юридических вопросов. С 1906 по 1912 служил во 2 департаменте указанного Министерства. В 1908—1910 годах — губернский секретарь, исправляющий должность делопроизводителя во 2 департаменте Министерства иностранных дел. Служил в этом же департаменте по 1911 год. С 1912 по 1916 русский вице-консул в генеральном консульстве в Париже. В 1916 году — коллежский асессор.
После упразднения Российской империи в результате революции потерял дипломатический пост и оставался в Париже как эмигрант. Леонтий Дмитриевич Кандауров был помощником директора Русского национального комитета при Русском национальном союзе в Париже в период после 1924 года и по 1936 год.
Умер в Нейи около Парижа. В 1946 году прах перенесён на кладбище в Сент-Женевьев-де-Буа.

## Масонство
Член-основатель ложи «Астрея» № 500 Великой ложи Франции. Привратник и делегат со дня основания ложи по 1924 год. Первый страж в 1925 году. Отсутствовал в 1930 году. Хранитель печати в 1930, 1933 и 1934 годах. Член ложи по 1935 год.
Член ложи «Юпитер» № 536 ВЛФ, со дня основания. Депутат в Великой ложе Франции в 1928—1930 годах. Член ложи до кончины.
Председатель «Временного комитета российского масонства» со дня основания. Член комитета по образованию Великой ложи «Астрея». Привратник и заведующий отделом сбора пожертвований и благотворительности с мая 1925 года.
Член ложи совершенствования (4—14°) «Друзья любомудрия» № 542 в 1933—1934 годах. Член-основатель капитула (15—18°) «Астрея» и председатель со дня его основания до 20 января 1925 года. Привратник с 20 февраля 1925 года. Член капитула по 1935 год.
Консистория «Россия» (32°). Член консистории со дня основания. Руководитель консистории в 1927—1933 годах. Префект консистории в 1936 году. Великий командор в 1936 году.
Возведён в 33° ДПШУ в 1921 году. Член Русского совета 33 степени, его великий командор, со дня основания, и до кончины.
В начале 1920-х годов стал организатором Общества российских масонов за рубежом, известного также как «Временный комитет российских масонов за рубежом».
Идеологически придерживался идеи универсального масонства, вне зависимости от религии, о чём говорил следующее:
Следует опасаться давать русскому франкмасонству или руководимым им организациям слишком определённое и исключительно христианское направление: помимо того, что это противоречило бы самой идее Шотландского франкмасонства, это оттолкнуло бы от нас широкие круги русской интеллигенции, а также евреев и мусульман, и тем самым усилило бы, для развития в русских общественных слоях, возможности русских ложах юрисдикции Великого востока Франции. Надо считаться в общественном деле с фактами, а значит и с тем, что русское общество состоит не только из русских по крови, не только их православных, и в этом отношении значительно отличается, например, от английского или немецкого. Можно сказать, что связующим звеном русского общества является общность, главным образом, языка, а затем и культуры.

## Семья
Отец — Дмитрий Петрович Кандауров (1851—1914). Был известным инженером путей сообщения и общественным деятелем, действительный статский советник.
Мать — Надежда Андреевна Кандаурова (23.02.1850—28.09.1930).
Первая жена — Мария Ивановна Воеводская.
Дочь — Татьяна (28.10.1896—23.07.1968), вышла замуж за Николая Евреинова.
Вторая жена — Елена Георгиевна Столица (18.05.1895—04.12.1969)